# 星座家族
星座家族是天球上在相同區域內星座集合組成的團體，這些星座家族分別以集團中最重要的星座、黃道、神話區域、天上的水族、和創造南天星座的天文學家約翰·拜耳、尼古拉斯·拉卡伊命名。總共有8個星座家族：大熊、黃道、英仙、武仙、獵戶、幻之水族、拜耳和拉卡伊。

## 大熊家族
大熊家族是有10個星座的集團，包括大熊座、小熊座、天龍座、獵犬座、牧夫座、后髮座、北冕座、鹿豹座、天貓座和小獅座。這些星座環繞著北天極，據以命名的大熊座包含了著名的，由7顆恆星組成，狀似煎鍋形狀的北斗七星。它跨越的範圍從北球天極至–30°，春天大曲線橫越這個家族。

## 黃道家族
黃道家族包括在黃道上的13個星座。水瓶座、雙魚座、牡羊座、金牛座、雙子座、巨蟹座、獅子座、處女座、天秤座、天蝎座、蛇夫座、射手座和摩羯座，這些星座都有黃道符號。黃道是太陽經過的星座，北半球的黃道星座在東天球，南半球的黃道星座在西天球。

## 英仙家族
英仙家族是9個星座的團體，包括仙后座、仙王座、仙女座、英仙座、飛馬座、鯨魚座、御夫座、蝎虎座和三角座。

## 武仙家族
武仙族包括18個星座：武仙座、天箭座、天鷹座、天琴座、天鵝座、狐狸座、長蛇座、六分儀座、巨爵座、烏鴉座、巨蛇座、盾牌座、半人馬座、豺狼座、南冕座、天壇座、南三角座和南十字座。這是一個巨大的家族，主要分布在從北緯60° 至南緯70°的西半球。

## 獵戶家族
獵戶家族室5個星座的族群，包括獵戶座、大犬座、小犬座、天兔座和麒麟座。這個家族是以獵人為首，帶著大狗、小狗和獨角獸，追逐著野兔。

## 幻之水族家族
天空中的幻之水族包含9個星座：海豚座、小馬座、波江座、南魚座、船底座、船尾座、船帆座、羅盤座和天鴿座。這些星座是湖泊、河流、海洋生物和船隻的組合。船底座、船尾座、船帆座是古老的星座南船座拆開來的一部分，羅盤座則是新增的。

## 拜耳家族
拜耳家族是包含11個星座的集團，這些星座是水蛇座、劍魚座、飛魚座、天燕座、孔雀座、天鶴座、鳳凰座、杜鵑座、印第安座、蝘蜓座和蒼蠅座。這些星座都是約翰·拜耳在1603年命名和介紹的，因為這些星座都在偏南方的天空，古代的希臘人和羅馬人都未曾看過這些星座。

## 拉卡伊家族
拉卡伊家族是有著13個星座的集團，包括矩尺座、圓規座、望遠鏡座、顯微鏡座、玉夫座、天爐座、雕具座、時鐘座、南極座、山案座、網罟座、繪架座和唧筒座。這些星座都是尼古拉斯·拉卡伊在1756年命名和介紹的。因為這些星座都在偏南方的天空，古代的希臘人和羅馬人都未曾看過。

## 外部連結
- Constellation families